# Arquites de Tarant
Arquites de Tarant (grec antic: Ἀρχύτας ὁ Ταραντίνος)  (Tarant, c. 430 aC - Tarant, c. 345 aC)
 va ser un filòsof, matemàtic, general, estadista i científic de la Magna Grècia, considerat el més il·lustre dels matemàtics pitagòrics. Era famós també per la seva integritat i les seves virtuts. Va néixer a Tarant, fill de Mnasarc o Mnasàgores, o bé d'Histieu, i se suposa que fou contemporani i potser amic de Plató, amb qui hauria coincidit en l'Acadèmia.

Molts dels fets coneguts de la seva biografia ens són coneguts gràcies a la referència de Diògenes Laerci. Va ser deixeble de Filolau, i digne predecessor d'Arquimedes. Va fundar la mecànica i va influenciar Euclides. Va ser el primer a usar el cub en la geometria, va inventar un mètode de geometria analítica, i va acotar les matemàtiques a les disciplines tècniques com la geometria, aritmètica, astronomia i acústica, amb les quals es creu que va poder inventar la politja, el cargol i una espècie de mecanisme articulat amb ales amb el qual, encara que sense èxit, va intentar volar. Fou el primer a aplicar els principis matemàtics a la mecànica. Va desenvolupar l'argument més famós de la infinitat de l'univers a l'antiguitat.

## Biografia
Arquites va néixer a Tàrent, una ciutat grega de la península Itàlica que formava part de la Magna Grècia, i era fill d'Hestiaeus. Presumiblement, va ser alumne de Filolau, i va ensenyar matemàtiques a Eudox de Cnidos i a l'alumne d'Eudox, Menecme.
Políticament i militarment, Arquites sembla haver estat la figura dominant a Tàrent en la seva generació, una mica comparable a Pèricles a Atenes mig segle abans. Els tarentins el van escollir estrateg (general) set anys seguits, un pas que els obligava a violar la seva pròpia regla contra els successius nomenaments. Suposadament, Arquites va ser invicte com a general a les campanyes tarentines contra els seus veïns del sud d'Itàlia.
En la seva carrera pública, Arquited tenia una reputació de virtut i d'eficàcia. La setena carta, tradicionalment atribuïda a Plató, afirma que Arquites va intentar rescatar Plató durant les seves dificultats amb Dionisi el Jove de Siracusa. Alguns estudiosos han argumentat que Arquites podria haver servit com un model per al filòsof rei de Plató, i que va influir en la filosofia política de Plató tal com s'expressa a La República i altres obres.

## Matemàtiques
Es diu que Arquites va ser el primer grec antic que va parlar de les ciències de l'aritmètica (logística), la geometria, l'astronomia i els harmònics com a parentiu, que més tard esdevingué el quadrívium medieval. Es creu que va escriure un gran nombre d'obres en ciències, però en general només es creu que quatre fragments són autèntics.
Segons Eutoci, Arquites va ser el primer a resoldre el problema de duplicar el cub (l'anomenat problema de Delian) amb una enginyosa construcció geomètrica. Abans d'això, Hipòcrates de Quíos havia reduït aquest problema a la troballa de dues mitjanes proporcionals, equivalents a l'extracció d’arrels cúbiques. La demostració d'Arquites utilitza línies generades per figures en moviment per construir les dues proporcionals entre magnituds i va ser, segons Diògenes Laerci, la primera en què els moviments mecànics van entrar en la geometria. El tema de les proporcions, sobre el qual Arquites sembla haver treballat àmpliament, es tracta als Elements d'Euclides, on també es pot trobar la construcció de dues mitjanes proporcionals.
Arquites va anomenar la mitjana harmònica, important molt més tard en la geometria projectiva i la teoria dels nombres, encara que no la va descobrir. Va demostrar que les proporcions supernumeràries  no es poden dividir per una proporcional mitjana, un resultat important en els harmònics antics. Ptolemeu considerava a Arquites el teòric musical pitagòric més sofisticat, i els estudiosos creuen que Arquites va donar una explicació matemàtica de les escales musicals utilitzades pels músics practicants del seu temps.

La tradició posterior va considerar a Arquites com el fundador de la mecànica matemàtica. Vitruvi l'inclou en una llista de dotze autors que van escriure obres sobre mecànica. TN Winter presenta proves que els problemes mecànics pseudo-aristotèlics podrien haver estat escrits per Arquites i més tard atribuïts erròniament a Aristòtil. La tradició diu que Arquites va construir un colom volador mecànic. L'única menció d'això des de l'antiguitat arriba uns cinc segles després d'Arquites, quan Aulus Gel·li discuteix un informe de Favorí d'Arle (que va ser un mentor d'Aulus Gel·li):
| « | Arquites va fer una maqueta de fusta d'un colom amb tal enginy mecànic i art que volava; tan ben equilibrat estava, ja veieu, amb pesos i mogut per un corrent d'aire tancat i amagat dins d'ell. Sobre una història tan improbable prefereixo donar les paraules del propi Favorí: Arquites el tarentí, essent en altres línies també mecànic, va fer un colom volador de fusta. Sempre que s'encenia, no tornava a aixecar-se. | » |

Aulus Gel·li considera que el reportatge de la tradició és problemàtic, ja que difon creences inverosímils encara que vagi acompanyada d'escepticisme.

## Filosofia
Encara que Arquites va ser un contemporani més jove de Sòcrates, a qui va sobreviure durant dècades, se l'inclou entre els presocràtics perquè pertanyia a una tradició més antiga que encara no estava sota la influència de la filosofia socràtica. Aquesta classificació és problemàtica, però, perquè les seves obres van ser escrites després de la mort de Sòcrates.
Arquites considerava la ciència dels números, a la qual cridava logistikē, com el fonament de les ciències i també destacava la seva primacia sobre la geometria. En la seva gran estima per les matemàtiques, coincidia amb Plató. Tanmateix, mentre Plató veia a l'estudi de les matemàtiques només una preparació per a l'estudi de la filosofia i la seva concepció de l'educació apuntava a una comprensió purament intel·lectual de la realitat, Arquites no compartia el menyspreu de Plató per l'empirisme i tampoc no feia la contundent distinció platònica entre els àmbits d'allò intel·lectualment coneixible i el que és sensiblement perceptible. Per ell, l'aritmètica també era important des del punt de vista polític, perquè semblava oferir-li la possibilitat de trobar fórmules plausibles per a una distribució consensuada i equilibrada de la propietat entre els ciutadans. Com que l'aplicació d'aquestes fórmules era verificable per a tothom, segons la convicció d'Arquites, podia establir i preservar la pau social. Això era molt important en les ciutats gregues, sovint sacsejades per sagnants lluites de poder. L'equilibri entre les classes socials, que havia d'evitar conflictes violents (stèueu en la ciutadania), era una preocupació central d'Arquites. Per ell la realització del càlcul correcte i apropiat (logismes), demostrablement assegurava que ningú s'extralimités.
Bruno Snell assenyala el canvi de significat de la paraula màthema, que segons el seu significat bàsic denota allò que s'aprèn o es pot aprendre. Com a designació de la ciència, aquesta expressió apareix testificada per primera vegada a Arquites. Pel filòsof tarentí, les matemàtiques eren el camp central del coneixement, però a més de la geometria i l'aritmètica, l'astronomia i la música també pertanyien als mathémata. Arquites anomenava a aquestes quatre ciències germanes. Només més tard es va reduir el camp de significat a les matemàtiques, perquè només les matemàtiques semblaven ser una ciència en sentit propi, ja que només semblaven complir el requisit que els objectes d'una ciència han de ser coneixibles amb total certesa.
Pel que sembla, Arquites va desenvolupar una filosofia de la ciència com a doctrina en què tractava l'art de la recerca adequada -l'enfocament científic- com a requisit bàsic per a l'èxit. Professava una erkenntnistheoretische optimista; segons la seva creença, els descobriments són fàcils i senzills si es té el mètode adequat. Els detalls del mètode són difícils d'esbrinar a causa de l'estat desfavorable de les fonts. El que ha sobreviscut és el seu principi que primer cal fer bones distincions pel que fa a la naturalesa del tot; un cop aconseguit això, es pot comprendre bé la naturalesa dels objectes individuals. En conseqüència, el coneixement científic progressa del més general al més específic. A partir de l'escassa informació de les fonts, no queda clar a què es referia exactament amb els sencers, com els conceptes generals d'una ciència en particular. En qualsevol cas, Arquites estava convençut que descobrir fets per un mateix era superior a adoptar allò que ja se sabia. El que un mateix descobria era una cosa pròpia (ídion); el conjunt de coneixements que un adquiria aprenent era una cosa aliena.
En ètica, Arquites feia especial èmfasi en l'exigència d'actuar sempre d'acord amb la raó i mai actuar espontàniament per ira o deixar que els desitjos ennuvolessin la ment.

## Cosmologia
La tradició que Arquites va ser també astrònom es remunta als poetes romans Horaci i Properci, que probablement no disposaven d'informació fidedigna sobre això. Autèntic i famós, però, és argument a favor de la infinitud de l'univers. Es tracta d'un experiment mental que diu: Si algú que hagués arribat a un suposat extrem de l'univers estengués allà la mà o una vara, s'hauria de trobar o amb un cos o amb l'espai buit, és a dir, en qualsevol cas amb una continuació de l'univers. Així doncs, el cosmos s'ha d'estendre infinitament. Aquesta idea va ser represa i modificada per l'estoa i l'epicureisme i encara per John Locke i Isaac Newton.

## Obres
Hom li atribueix nombrosos treballs i obres, entre els quals destaca la seva solució a la duplicació del cub. D'acord amb Smith, li fou atribuïda una obra anomenada Περὶ Αὐλῶν, la qual correspondria realment a Arquites de Mitilene. D'altra banda, Diògenes Laerci conserva dues cartes atribuïdes a Arquites, però, segons Huffman, serien espúries, atès que només se li poden atribuir amb certesa uns pocs fragments que totalitzen unes 70 línies de text.
Com a filòsof, fou membre de l'escola pitagòrica i es creu que va fundar una nova secta. Horaci hi diu: maris et terrae numeroque carentis arenae Mensorem.
Va morir en un naufragi a les costes d'Apúlia.